# Camelinopsis
Camelinopsis là chi thực vật có hoa trong họ Cải.